# سوگیئورا شیگه‌مینه
سوگیئورا شیگه‌مینه (به ژاپنی: 杉浦茂峰 Sugiura Shigemine); ۹ نوامبر ۱۹۲۳ – ۱۲ اکتبر ۱۹۴۴) یک خلبان ژاپنی در جنگ جهانی دوم بود.